# Kendji Girac
Kendji Girac, nascut amb el nom de Kendji Maillé (Perigús, Dordonya, 3 de juliol de 1996), és un cantant francès. D'origen gitano al sud de França i de parla catalana, va guanyar la tercera temporada del concurs The Voice organitzat pel canal generalista privat de televisió TF1 (2014). És un dels cantants més destacats actualment a l'estat francès.

## Biografia
Kendji Girac es va donar a conèixer per internet el 2013 amb una versió de «Bella», de Maître Gims, a l'estil gipsy, el vídeo de la qual va tenir més de 5 milions de visites a YouTube. Això li va permetre presentar-se al concurs The Voice de TF1 i, finalment, guanyar-lo. En acabar el concurs, el primer ministre francès, Manuel Valls, el va felicitar en català i van intercanviar unes paraules en la llengua materna de tots dos. El tercer clip de l'àlbum Kendji —«Elle m'a aimé»— comença amb una conversa en català entre ell i un amic pels carrers antics de Barcelona, ciutat on es va rodar íntegrament el clip. Girac segueix la tradició d'altres músics francesos —com Manitas de Plata i els Gipsy Kings— que viuen amb normalitat la seva condició de gitanos catalanoparlants.

## Discografia
- Kendji (2014)
- Ensemble (2015)
- Ensemble, le live (2017)